# Campionato francese di rugby a 15 1983-1984
Il Campionato francese di rugby a 15 1983-1984 vede al via ancora 40 squadre, questa volta divise in 5 gironi di 8 quadre. Le prime 2 di ogni girone erano qualificate direttamente per gli ottavi mentre 12 squadre (3°-4°-5° di ogni girone più le due migliori seste) erano qualificate per il "barrage"
L'AS Béziers chiude il suo lungo ciclo vincendo la sua 10 finale su 13, superando il SU Agen al termine di un match equilibrato terminato ai calci di spareggio.

## Fase di qualificazione
Le squadre sono indicate in ordine di classifica, in grassetto le ammesse direttamente agli ottavi di finale.
| - AS Béziers - Stadoceste tarbais - RC Hyères - FC Oloron - US Montauban - Stade bagnérais - US Carcassonne - Castres olympique | - SC Graulhet - FC Grenoble - RRC Nice - RC Toulon - CA Brive - SC Angoulême - La Voulte - CS Vienne                  | - SU Agen - US Dax - FC Lourdes - Stade toulousain - SC Tulle - Stade rochelais - Boucau stade - Paris université club |
| - AS Montferrand - Aviron bayonnais - Tyrosse RCS - USA Perpignan - Stade aurillacois - SC Albi - Avenir aturin - RC Hyères     | - RC Narbonne - CA Bègles - Stade montois - Section paloise - Biarritz olympique - RC Nimes - US Romans - US bressane | |

## Barrage
(In grassetto le qualificate al turno successivo)
| Squadra 1       | Squadra 2        | Risultati |
| --------------- | ---------------- | --------- |
| SC Tulle        | Stade montois    | 16-10     |
| RC Toulon       | CA Brive         | 21-9      |
| Section paloise | USA Perpignan    | 10-6      |
| RRC Nice        | FC Lourdes       | 11-6      |
| Tyrosse RCS     | Stade toulousain | 9-16      |
| RC Hyères       | FC Oloron        | 3-6       |

## Ottavi di finale
(In grassetto le qualificate ai quarti di finale)
| Squadra 1          | Squadra 2        | Andata | Ritorno |
| ------------------ | ---------------- | ------ | ------- |
| SC Tulle           | AS Montferrand   | 3-22   | 6-18    |
| FC Grenoble        | RC Toulon        | 15-3   | 4-6     |
| Stadoceste tarbais | CA Bègles        | 13-13  | 16-9    |
| AS Béziers         | Section paloise  | 22-3   | 0-0     |
| RC Narbonne        | RRC Nice         | 16-18  | 15-15   |
| Aviron bayonnais   | US Dax           | 6-19   | 24-22   |
| SU Agen            | Stade toulousain | 20-12  | 27-13   |
| SC Graulhet        | FC Oloron        | 9-3    | 27-10   |

## Quarti di finale
(In grassetto le qualificate alle semifinali)
| Squadra 1          | Squadra 2   | Risultati |
| ------------------ | ----------- | --------- |
| AS Montferrand     | FC Grenoble | 12-6      |
| Stadoceste tarbais | AS Béziers  | 12-22     |
| RRC Nice           | US Dax      | 21-13     |
| SU Agen            | SC Graulhet | 9-7       |

## Semifinali
(In grassetto le qualificate alla finale)
| Squadra 1      | Squadra 2  | Risultati |
| -------------- | ---------- | --------- |
| AS Montferrand | AS Béziers | 4-8       |
| RRC Nice       | SU Agen    | 14-21     |

## Finale
| Arbitro: | Jean-Claude Yché |

| |            | |
| Medina | mt         | Delbreil |
| Fort | tr         | Viviès |
| Fort (4) | c.p.       | Viviès (4) |
| Escande | drop       | Delage |
| Titolari: Armand Vaquerin, Diego Minaro, Jean-Louis Martin, Jean-Paul Wolff, Michel Palmié, Jean-Marc Cordier, Pierre Lacans, Jean-Michel Bagnaud, Philippe Vachier, Philippe Escande, Jean-Paul Medina, Patrick Fort, Fabrice Joguet, Michel Fabre, Philippe Bonhoure Sostituti : Philippe Chamayou, Jean-Marc Pigeaud, Jean-Jacques Leipp, Éric Piazza, Claude Martinez, Albert Lless | Formazioni | Titolari: Jean-Louis Tolot, Jean-Louis Dupont, Daniel Dubroca, Patrick Pujade, Bernard Rivière, Jacques Gratton, Bernard Delbreil, Dominique Erbani, Joël Llop, Christian Delage, Bernard Lavigne, Philippe Mothe, Philippe Sella, Philippe Bérot, Bernard Viviès Sostituti: Michel Capot, Pierre Montlaur, Christophe Malbet, Paul Bertoni, Michel Murat, Éric Gleyze |